# Juan Saladino
Juan Manuel Saladino (Quilmes, 28 de septiembre de 1987) es un jugador argentino de hockey sobre césped, miembro de la Selección nacional, formado en el Quilmes Atlético Club, con el que fue tres veces campeón metropolitano en 2005, 2007 y 2008.

## Carrera deportiva
Juan Saladino se formó en las categorías inferiores del Quilmes Atlético Club. Integró el equipo que obtuvo el histórico título mundial juvenil en 2005, pero recién en 2015 fue convocado a la Selección nacional mayor.
- 2005: campeón del Torneo Metropolitano con el Quilmes Atlético Club. Integró la Selección juvenil argentina que fue campeona panamericana en Cuba y campeona mundial en Róterdam, primer título mundial de una selección masculina de hockey.[2][3]
- 2007: campeón metropolitano, por segunda vez.
- 2008: campeón metropolitano, por tercera vez.
- 2016: medalla de oro en los Juegos Olímpicos de Río de Janeiro 2016.